# Partido Republicano Paulista
El Partido Republicano Paulista (PRP) fue un partido político brasileño fundado el 18 de abril de 1873, durante la Convención de Itu, que fue el primer movimiento republicano moderno en Brasil. Sus adeptos eran llamados perrepistas y fue el partido político predominante en el Estado de São Paulo durante toda la República Velha. El PRP se disolvió el 2 de diciembre de 1937. Junto con el Partido Conservador y el Partido Liberal, es uno de los partidos de más larga duración de la Historia de Brasil.

## Origen
El PRP fue un partido republicano con existencia legal, aún en la fase del Imperio del Brasil, fundado durante la convención de Itu, el 18 de abril de 1873. Fue el Partido Republicano Paulista (PRP) el resultado de la fusión política producida entre fazendeiros del Club Republicano o Radical, entre los que destacaban Américo Brasiliense, Luís Gamma, Américo de Campos y Bernardino José de Campos, Prudente de Morais, Campos Sales, Francisco Glicério, Júlio de Mezquita y Jorge Tibiriçá Piratininga, su primer presidente. En esta primera convención partidaria, comparecieron 124 delegados de diversas ciudades de la provincia paulista.
El PRP, en el período imperial, llegó a elegir diputados para la Asamblea General del Imperio (la actual Cámara de los Diputados), Campos Sales y Prudente de Morales, en la legislatura 1885-1888. En 1887, Bernardino José de Campos colocó al partido en la línea abolicionista, sacándolo de la crisis en que hubo caído por la propensión esclavista de los propietarios de tierras.
Su órgano oficial era el periódico "Correo Paulistano", el cual, en el segundo reinado, perteneció al antiguo Partido Conservador, y fue empastelado (destruido), en 1930, con motivo del triunfo de la Revolución de 1930, sin embargo volvió a circular, y, finalmente concluyó sus actividades en la década de 1960. Otros periódicos que apoyaron al PRP fueron también cerrados en 1930, entre ellos: "La Platéia", "La Gazeta" y la "Hoja de la Mañana", la actual Folha de S. Paulo.
Sus cuadros se componían de profesionales liberales (abogados, médicos, ingenieros etc.), las llamadas clases liberales, y, sobre todo, por importantes propietarios rurales paulistas, cafeicultores, las llamadas clases conservadoras, partidarias de la inmigración de mano-de-obra europea para las lavouras de café y, también, partidarios de la abolición de los esclavos.
Casi toda la cúpula del PRP, en la época se decía "próceres", eran miembros de la masonería. Eran tradicionales los encuentros de los próceres del PRP en la redacción del Correo Paulistano.
Su primer periódico fue lo "La Provincia de S. Paulo", hoy El Estado de S. Paulo, fundado, en 1875, por los republicanos históricos, entre ellos, Campos Sales.
El objetivo primordial del PRP era implantar en Brasil una federación republicana, con un alto grado de descentralización administrativa, lo que no existió durante el periodo imperial (1822-1889).
Otra importante reivindicación de los republicanos era lo retorno de los impuestos recaudados por la unión a la provincia (después estados) de origen.
El PRP vivió, en la oposición, de su fundación, en 1873, hasta la Proclamación de la República. Volvió, después de la Revolución de 1930, a ser un partido de oposición. Permaneciendo en la oposición de 1930 hasta su extinción, con la llegada del Estado Nuevo, el 2 de diciembre de 1937.

## El PRP y la República Velha
Con la Proclamación de la República, el 15 de noviembre de 1889, se inició un nuevo ciclo de poder político en Brasil, llamado la República Velha. La República Velha podemos dividirla en dos períodos. Inicialmente se instaló la denominada República de la Espada, con los gobiernos militares del mariscal Deodoro da Fonseca y el mariscal Floriano Peixoto, consolidando el régimen republicano en Brasil. Tras la salida de los militares del poder federal, tuvo origen la República del café con leche o República Velha, cuando el país fue gobernado por presidentes civiles fuertemente influenciados por el sector agrario de la economía.
El PRP, a través de su principal líder e ideólogo, Campos Sales, con su "Política de los Estados", que era más conocida como Política de los Gobernadores, fue el partido político que tuvo importancia decisiva en el alejamiento de los militares de la política en el inicio de la República. Así definió Campos Sales la política del café con leche y la política de los estados:

Se nos achássemos em condições normais de vida política, com partidos políticos bem assinalados entre si, obedecendo cada um à autoridade de seus chefes legítimos…conservar-me-ia em posição neutra para oferecer aos contendores todas as garantias eleitorais, mas bem diversa é a situação da república… e é preciso evitar, com decidido empenho, as agitações sem base no interesse nacional que não serviriam senão para levar à arena política as ambições perturbadoras que tem sido e serão sempre os eternos embaraços a proficuidade da ação administrativa....(e explica a necessidade de um vice-presidente mineiro para Rodrigues Alves)..Tenho motivos para acreditar que Minas só aceitará a combinação que também entrar um mineiro e para evitar embaraços julgo conveniente indicar Silviano Brandão para vice presidente!
Campos Sales.

Neste regime, disse eu na minha última mensagem, a verdadeira força política, que no apertado unitarismo do Império residia no poder central, deslocou-se para os Estados. A Política dos Estados, isto é, a política que fortifica os vínculos de harmonia entre os Estados e a União é, pois, na sua essência, a política nacional. É lá, na soma destas unidades autônomas, que se encontra a verdadeira soberania da opinião. O que pensam os Estados pensa a União!
Campos Sales.

El poder político federal, en la República del Café con Leche, tenía su gobernabilidad garantizada por la Política de los Estados. Los diputados y senadores federales no confundían la política del presidente, el cual no interfería en los gobiernos provinciales. Estaba garantizada a los estados una amplia autonomía administrativa y el poder federal no interfería en la política interna de los estados, ni los gobiernos provinciales interferían en la política de los municipios, garantizándose la autonomía política y la tranquilidad nacional.
El Presidente de la República apoyaba los actos de los presidentes provinciales, como la elección de los sucesores de esos presidentes de estados, y, en cambio, los gobernadores daban apoyo y soporte político al gobierno federal, colaborando con la elección de candidatos para el Senado Federal y para la Cámara de los Diputados, que dieran total apoyo al Presidente de la República. Así las bancadas de los estados en el Senado Federal y en la Cámara de los Diputados no ofrecían obstáculos al presidente de la República, el cual conducía libremente su gobierno.
Cada estado de la federación brasileña tenía su Partido Republicano, pero no tenían conexión entre sí y eran autónomos. Se repartían el poder federal representantes del Partido Republicano Paulista y del Partido Republicano Minero (PRM), que controlaban las elecciones y gozaban del apoyo de la élite agraria, en la época llamada con el eufemismo de clases conservadoras. Con el nuevo régimen republicano, el PRP deja de ser un partido de clase social y de oposición, como lo fue durante el segundo reinado, cuando, de hecho, era un vehículo de las exigencias políticas de los grandes cafeicultores abolicionistas que utilizaban la mano de obra asalariada europea. Con la República, el partido se hace también una institución dedicada a la burocracia estatal, con la necesidad de que las esferas de gobierno provincial y municipal obedecieran a las determinaciones de la cúpula dirigente del PRP. El PRP, entonces, ascendiendo al poder con la república, coloca en práctica su programa político de descentralización administrativa, creación de escuelas, defensa del café y modernización del estado y de la economía y separa a la Iglesia Católica del estado brasileño.
El PRP sólo tenía existencia legal dentro del territorio paulista y con la extinción de los Partidos Conservador y Liberal después de la proclamación de la república, pasó a ser, prácticamente, el único partido político existente en el estado de São Paulo. Algunos partidos políticos tuvieron existencia efímera en el estado de São Paulo en el inicio de la República. El PRP elegía todos los presidentes de São Paulo y todos los senadores y diputados provinciales. El PRP enfrentó una frágil competencia del Partido Republicano Federal (PRF) de Francisco Glicério de ideología municipalista y del Partido Republicano Conservador (PRC).
Cupo a Campos Sales, cuando fue presidente del Estado de São Paulo, entre 1897 y 1898,  reducir la influencia del PRF y el municipalismo, presionando a los coroneles del interior del estado a adherirse al PRP. En pago del apoyo al PRP y al presidente del estado, los coroneles tendrían su poder local garantizado y respetado. Esta actitud de Campos Sales en el gobierno de São Paulo, fue como un embrión del que, después, él haría a nivel nacional: la Política de los Estados o Política de los gobernadores. Uno de los líderes del interior de São Paulo que adhirieron al PRP, a causa de la política de Campos Sales, y que después se hizo un importante líder (prócer) del PRP, fue el Washington Luís.
El PRP fue influenciado mucho por los ideales de la masonería y por el positivismo, habiendo tenido, el PRP, verdadera obsesión por la inmigración europea. En nivel municipal había disputas políticas, cuando más de un coronel disputaba el poder local. En estos casos, políticos de la capital entonces se dividían, apoyando uno u otro coronel para los cargos municipales. En las pequeñas ciudades del interior de São Paulo, el líder local del PRP era el tipo del Coronel, en general el líder de la logia local. A veces, dos o más coroneles disputaban el control de PRP local, pero siempre había un candidato único a la presidencia del estado. Los coroneles apoyaban la política de los presidentes de los estados siempre que estos respetasen el poder local del coronel. Hubo por lo menos 4 disidencias dentro del PRP, comandadas por políticos descontentos con la cúpula del PRP y que fueron preteridos en la elección de los candidatos del PRP a la presidencia del Estado u otros cargos importantes. La última disidencia se saldó con la creación del Partido Democrático, en febrero de 1926, partido este que apoyó la Revolución de 1930. Esa última disidencia del PRP se originó en la crisis ocurrida en la masonería paulista, teniendo el gran maestre del Grande Oriente de São Paulo, José Adriano Marrey Júnior, y fundador el Partido Democrático, la última palabra.
La primera gran disputa electoral entre estos PRP y Partido Democrático se dio, en 1928, por el ayuntamiento de la ciudad de São Paulo a través del voto directo, cuando el PRP salió ampliamente victorioso, reeligiendo el alcalde José Pires del Río. El ataque más serio al poder de PRP fue la Revuelta Paulista de 1924, que hizo que el presidente Carlos de Campos se retirara hacia el interior del estado y organizara batallones en defensa de la legalidad, consiguiendo retomar el poder. Muchos miembros importantes del PRP vistieron fardas de la Fuerza Pública de São Paulo, actual Policía Militar del Estado de São Paulo, y organizaron y comandaron la resistencia contra los revoltosos.
El PRP eligió todos los presidentes del Estado de São Paulo en la República Velha y, además, a seis presidentes de la República, aunque dos de ellos no tomaron posesión: Rodrigues Alves, cuando fue reelegido en 1918 y no llegó a tomar posesión por haber fallecido; y Júlio Prestes, a causa de la Revolución de 1930. Washington Luís fue depuesto en 1930.
Washington Luís fue un modernizador del PRP, instalando una administración técnica, tanto en la Secretaría de Justicia y Seguridad Pública, (en la llamada Policía sin política), como en el Ayuntamiento de São Paulo y en el gobierno del estado.
El PRP fue derrotado en las elecciones presidenciales de 1910 cuando el presidente de São Paulo Albuquerque Lins fue candidato a vicepresidente en la lista de Ruy Barbosa en la llamada Campaña Civilista. Los próceres políticos del PRP adquirieron fama de buenos administradores y hombres honrados, e incluso algunos fueron considerados estadistas. En general, el PRP, en la República Vieja, era comandado por el presidente del estado del momento. Los líderes que más por tiempo tuvieron fuerza en la dirección ejecutiva del PRP fueron el presidente Jorge Tibiriçá Piratininga, fallecido en 1928; el coronel Fernando Prestes de Albuquerque y Altino Arantes Marques, ambos fallecidos después del término de la República Velha.

## El PRP y la Revolución de 1930
En 1 de marzo de 1930, el candidato a presidente de la República Júlio Prestes, del PRP obtuvo el 90% de los votos válidos en el Estado de São Paulo. Fue otra gran victoria del PRP frente al Partido Democrático que hubo apoyado al candidato de oposición Getúlio Vargas. Júlio Prestes, sin embargo, no llegó a tomar posesión, atropellado metafóricamente por la Revolución de 1930.
Con la revolución de 1930, varios próceres políticos del PRP, inclusive el presidente electo Júlio Prestes, que se hubo licenciado del gobierno de São Paulo, y el presidente de la república, Washington Luís, fueron exiliados. El vicepresidente de São Paulo, en ejercicio del cargo de presidente del estado, Heitor Penteado, fue depuesto el 24 de octubre de 1930, arrestado y exiliado. El PRP no volvería jamás a gobernar São Paulo.
Con la Revolución de 1930 y el ascenso de Getúlio Vargas al poder rompieron con este ciclo, todos los partidos fueron extintos, aunque volvieron a la luz en las elecciones de 1933. También fue extinto el dominio de la política del café con leche (representada por el PRP y por el PRM). A partir de 1930, salvo pocas excepciones, gauchos y mineros se reservarían la presidencia de la república, hasta la década de 1980. Los años siguientes a 1930, gauchos y mineros estarían en el poder federal durante 41 años. Júlio Prestes fue el último paulista electo presidente de la república.
En la Revolución Constitucionalista de 1932, el PRP y el Partido Democrático se unieron en el combate a la dictadura del "Gobierno Provisional", y, en 1933, el PRP participó de las elecciones para la Asamblea Nacional Constituyente a través del "Frente Único por São Paulo Unido", que fue la última vez, en la historia de São Paulo, que las fuerzas políticas paulistas marcharon unidas. En sus últimos años de vida, el PRP lanzó como diputado provincial constituyente a su última estrella: Adhemar Pereira de Barros. En esa época, el PRP hizo oposición al gobernador Armando de Sales Oliveira, no aceptando apoyarlo cuando se lanzó candidato a presidente de la república en las elecciones marcadas para enero de 1938.
El PRP fue definitivamente extinto, luego después de la instalación del Estado Nuevo, por el decreto ley n.º 37, de 2 de diciembre de 1937. Adhemar de Barros y Fernando Costa, perrepistas históricos, fueron interventores de São Paulo durante la dictadura. Con la vuelta de los partidos políticos en 1945, los remanentes del viejo PRP constituyeron la sección paulista del Partido Social Democrático, excepto Júlio Prestes y elementos conectados a Washington Luís, que participaron en la fundación de la Unión Democrática Nacional, y Adhemar de Barros y sus seguidores, que crearon el Partido Republicano Progresista y posteriormente el Partido Social Progresista.

## Principales representantes
- Antônio de Silva Prado - alcalde de São Paulo (1899-1910)
- Prudente de Morales - miembro del partido de 1873 a 1893 y presidente de la República (1894-1898)
- Campos Sales - presidente de la República (1898-1902).
- Rodrigues Alves - presidente de la República (1902-1906) y reelegido de 1918, no tomando posesión.
- Washington Luís - presidente de la República (1926-1930)
- Júlio Prestes - presidente de la República (mandato 1930-1934; no tomó posesión), presidente de São Paulo (1927-1930)
- Francisco Rangel Pestana
- José Alves de Cerqueira César
- Bernardino de Campos - presidente de São Paulo (1892-1896)
- Jorge Tibiriçá - presidente de São Paulo (1904-1908)
- Albuquerque Lins - presidente de São Paulo (1908-1912)
- Altino Arantes - presidente de São Paulo (1916-1920)
- Carlos de Campos - presidente de São Paulo (1924-1927)
- Fernando Prestes de Albuquerque - presidente de São Paulo (1898-1900)
- Mário Tavares - senador provincial paulista
- José de Freitas Valle - senador provincial paulista
- Augusto César de Miranda Azevedo - médico, presidente de la Cámara del Congreso Legislativo del Estado de São Paulo de 1891 a 1892 y diputado provincial por tres legislaturas (1891 a 1892, 1895 a 1897 y 1898 a 1900)
- Antônio de Lacerda Franco - senador provincial y senador de la República
- Roberto Simonsen
- Adhemar Pereira de Barros
- Fernando Costa
- César Vergueiro
- Cirilo Júnior
- Martinho Prado Júnior
- Cândido Nogueira de la Moto
- Cincinato Braga
- Heitor Penteado
- Jorge Americano
- Elói Llaves
- Plínio Salgado
- Cândido Rodrigues
- Francisco Glicério
- Manuel Pedro Vilaboim
- José Alvares de Rubião Júnior
- Adolfo Antônio de Silva Gordo
- Américo Brasiliense
- Ataliba Leonel
- Alfredo Ellis Júnior
- Álvaro Augusto de Costa Carvalho
- Olavo Egídio de Sousa Araña
- Cesário Bastos
- Carlos José Botelho
- Oscar Rodrigues Alves
- Virgílio Rodrigues Alves
- Antônio Cândido Rodrigues
- Antônio Dino de la Costa Bueno
- Carlos José de Arruda Botelho
- Américo de Campos
- José Adriano Marrey Júnior
- Alfredo Ellis
- Menotti del Picchia
- Deodato Wertheimer
- José Pires de Andrade